# John Langdon
John Langdon (Portsmouth (New Hampshire), 26 juni 1741 — aldaar, 18 september 1819) was een Amerikaans politicus. Hij was gouverneur van New Hampshire, de eerste President pro tempore in de Senaat en ondertekenaar van de Amerikaanse Grondwet.

## Levensloop
Nadat Langdon klaar was met school ging hij aan het werk met school. Hij en zijn oudere broer Woodbury Langdon wezen een aanbod af om in het succesvolle landbouwbedrijf van hun vader aan de slag te gaan, maar kozen in plaats daarvan voor de zee. Ze gingen varen op vrachtschepen.
Op zijn 22e bereikte hij de rang van kapitein op het handelsschip Andromache dat vooral voer in de Caraïben. In de loop der jaren bouwde een eigen kleine handelsvloot op die actief voeren tussen Porsmouth, Londen en het Caribisch gebied. Zijn broer was zelf nog succesvoller in de internationale handel en rond 1770 behoorden beide broers tot de rijkste inwoners van Porsmouth in New Hampshire.
De Britse controle van de scheepsindustrie had echter grote – negatieve – gevolgen voor Langdons’ bedrijf. Daardoor werd Langdon steeds meer in de richting van de revolutionaire beweging gedreven. Hij nam deel aan verschillende patriottistische bijeenkomsten. In 1775 nam Langdon deel aan de in beslag name van Britse munitie uit Fort William and Mary.
Namens New Hampshire was Langdon delegatielid naar het Eerste Continental Congress dat duurde van 1775 tot 1776. Daarna trok hij zich, om toezicht houden om de bouw van verschillende oorlogsschepen. In 1777 leidde hij een expeditie tegen de Britten en nam daarbij deel aan de Slag bij Bennington. Later leidde hij een compagnie bij de Slag bij Saratoga en later in Rhode Island. De oorlog duurde tot 1784.
Langdon werd daarna tweemaal gekozen als gouverneur van New Hampshire. In 1787 was hij delegatielid namens New Hampshire naar de Constitutional Convention. In 1789 werd hij in de nieuw gevormde Senaat gekozen. Daarin had hij zitting tot 1801. Hij werd gekozen als de eerste President pro tempore. Later diende Langdon nog van 1801 tot 1805 in de wetgevende vergadering van New Hampshire. Van 1805 tot 1812, met uitzondering van een korte periode was Langdon opnieuw gouverneur van New Hampshire. Hij bedankte in 1812 voor een positie als vicepresident onder James Madison. In plaats daarvan ging hij met pensioen.
Baldwin · Bassett · Bedford · Blair · Blount · Brearley · Broom · Butler · Carroll · Clymer · Daniel · Dayton · Dickinson · Few · Fitzsimons · Franklin · Gilman · Gorham · Hamilton · Ingersoll · Johnson · King · Langdon · Livingston · Madison · McHenry · Mifflin · G. Morris · R. Morris · Paterson · C. C. Pinckney · Pinckney · Read · Rutledge · Sherman · Spaight · Washington · Williamson · Wilson
- Gemeinsame Normdatei: 1190592843
- International Standard Name Identifier: 0000 0000 8447 043X
- Library of Congress Control Number: n84232122
- Nationale Bibliotheek van Israël: 987007264258905171
- Nederlandse Thesaurus van Auteursnamen: 181898837
- SNAC: w62v2sr6
- Biographical Directory of the United States Congress: L000067
- Virtual International Authority File: 43255701
- WorldCat: E39PBJbCKY6Gjc67DcWVC9H6Kd